# México nos Jogos Olímpicos de Verão de 1968
O México foi o país-sede dos  Jogos Olímpicos de Verão de 1968 na Cidade do México.

## Medalhistas

### Ouro
- Ricardo Delgado — Boxe, Peso Mosca Masculino
- Antonio Roldán — Boxe, Peso Pena Masculino
- Felipe Muñoz — Natação, 200m Peito Masculino

### Prata
- José Pedraza — Atletismo, Marcha Atlética 20 km Masculino
- Alvaro Gaxiola — Saltos Ornamentais, Plataforma Masculina
- Pilar Roldan — Esgrima, Florete Feminino

### Bronze
- Agustín Zaragoza — Boxe, Peso Médio Masculino
- Joaquín Rocha — Boxe, Peso Pesado Masculino
- Maria Teresa Ramírez — Natação, 800m Livre Feminino

## Resultados por evento

### Voleibol

#### Competição Feminina
- Fase de Grupos
  - Perdeu para o Peru (2-3)
  - Perdeu para o Japão (0-3)
  - Perdeu para a Tchecoslováquia (0-3)
  - Perdeu para a Polônia (2-3)
  - Perdeu para a Coréia do Sul (0-3)
  - Perdeu para a União Soviética (0-3)
  - Derrotou os Estados Unidos (3-0) → sétimo lugar
- Jogadoras
  - Alicia Cárdeñas
  - Blanca García
  - Carolina Mendoza
  - Eloisa Cabada
  - Gloria Casales
  - Gloria Inzua
  - Isabel Nogueira
  - María Rodríguez
  - Patricia Nava
  - Rogelia Romo
  - Trinidad Macías
  - Yolanda Reynoso

### Polo Aquático

#### Competição Masculina
- Fase de Grupos (Grupo B)
  - Perdeu para a Alemanha Oriental (4:12)
  - Perdeu para a Holanda (1:8)
  - Pedeu para a Iugoslávia (0:9)
  - Perdeu para a Itália (5:10)
  - Derrotou a Grécia (11:8)
  - Perdeu para o Japão (3:6)
  - Empatou com a República Árabe Unida (3:3)
- Partidas de Classificação
  - 9º/12º lugar: Perdeu para a Alemanha Ocidental (3:6)
  - 11º/12º lugar: Derrotou o Japão (5:4) → Décimo primeiro lugar
- Jogadores
  - Carlos Morfin
  - Daniel Gómez
  - Francisco García
  - Germán Chávez
  - José Vásquez
  - Juan García
  - Luis Guzmán
  - Oscar Familiar
  - Rolando Chávez
  - Sergio Ramos
  - Virgilio Botella